# نصف‌النهار ۱۵۲ درجه غربی
نصف‌النهار ۱۵۲ درجه غربی صد و پنجاه و دومین نصف‌النهار غربی از گرینویچ است که از لحاظ زمانی ۱۰ساعت و ۸دقیقه با گرینویچ اختلاف زمانی دارد.
این نصف‌النهار از قطب شمال شروع و از مناطق زیر گذشته و به قطب جنوب ختم می‌شود.
- اقیانوس آرام
- آلاسکا( ایالات متحده آمریکا)